# Спиритуализм (философия)
Спиритуали́зм (от лат. spiritualis «духовный») — философское учение, в противоположность материализму считающее началом или субстанцией вещей не материю, а дух. Термин был введён в конце XVII века Лейбницем. Различают спиритуализм как психологическое и как метафизическое учение. В психологии спиритуализм утверждает существование человеческого духа как субстанции психических явлений; в метафизике он предполагает, что и в основе физического мира лежит субстанция или субстанции, подобные человеческому духу. Представителями спиритуализма считаются Г. В. Лейбниц, Дж. Беркли, Мен де Биран, В. Кузен, Р. Г. Лотце, Г. Тейхмюллер, А. Бергсон, в России — Л. М. Лопатин, А. А. Козлов, Е. А. Бобров, С. А. Аскольдов и другие.
Спиритуализм близок к таким учениям, как персонализм и панпсихизм, и эти термины могут использоваться как его синоним. Мыслители, причисляемые к сторонникам спиритуализма, называли свои доктрины по-разному: Г. Тейхмюллер — «персонализмом», А. А. Козлов — «панпсихизмом», Л. М. Лопатин — «конкретным спиритуализмом», Е. А. Бобров — «критическим индивидуализмом» и т. д. Все эти доктрины объединяет признание духа за первичную, непроизводную реальность, несводимую ни к материальным, ни к идеальным началам. Спиритуализм следует отличать от других форм идеализма, полагающих начало вещей в абстрактных идеях. По убеждению сторонников спиритуализма, дух есть не идея, но живая сила или существо, действующее и взаимодействующее с другими существами.
Философский спиритуализм не следует путать со спиритизмом — оккультной доктриной, которая верит в общение с духами умерших и которую также иногда называют спиритуализмом. Крупнейшие философы-спиритуалисты не высказывали сочувствия к спиритизму, а некоторые из них, например А. А. Козлов и Г. Тейхмюллер, относились к нему отрицательно. Козлов, в частности, полагал, что представления спиритов о душе носят грубо-материалистический характер.

## История спиритуализма

### Античность

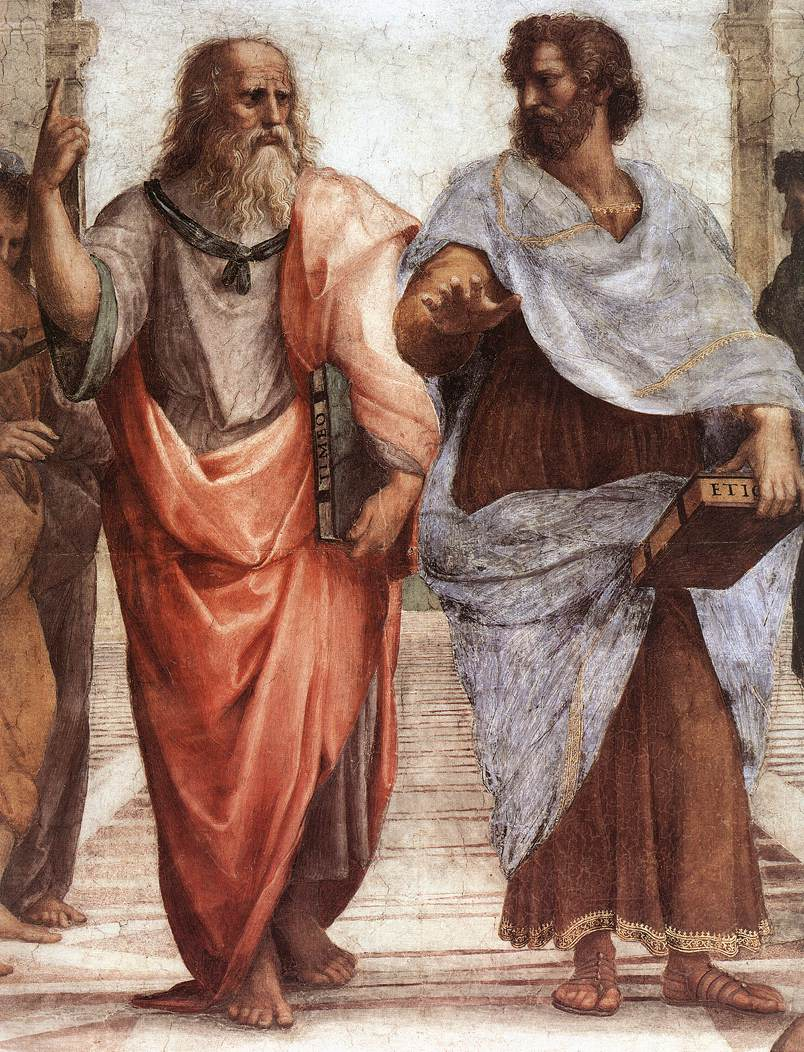
Платон и Аристотель

Спиритуалистические идеи бытовали в философии с античных времён. Историки философии находят их у Платона, Аристотеля, Августина, Фомы Аквинского и многих других. Так, уже Сократ говорил, что человек есть не тело, а душа, правящая телом; Сократ верил, что душа бессмертна и находится в родстве с божеством — мировым разумом. Ученик Сократа, Платон, развил целую систему доказательств бессмертия души. Платон исходил из убеждения, что душа нематериальна и причастна к миру идей, а потому не подвержена становлению. Душа служит началом движения и движет сама себя, а то, что служит началом движения, не может ни умереть, ни возникнуть, так как не получает движения извне. Душа даёт жизнь всему сущему, следовательно, она в такой степени причастна к идее жизни, что не может умереть. Согласно Платону, не только люди и животные, но и весь космос имеет душу, которая управляет движением неба и земли и привносит во всё порядок и закономерность. Мировая душа бессмертна и создана богом из того же начала, что и души людей. Учение Платона получило развитие в школе неоплатоников и было усвоено некоторыми из отцов церкви. В частности, Блаженный Августин доказывал нематериальность души отсутствием в ней сродства с вещественными началами. Если бы, говорил он, душа происходила из какой-то из материальных стихий, она не могла бы не сознавать своего родства с ней. Но она сознаёт их одинаково чуждыми себе, следовательно, её природа совершенно иная. Однако разработанные спиритуалистические учения появились только в Новое время. Толчком к их созданию послужила философия Рене Декарта, который положил в основу своей системы учение о мыслящей субстанции.

### Рене Декарт

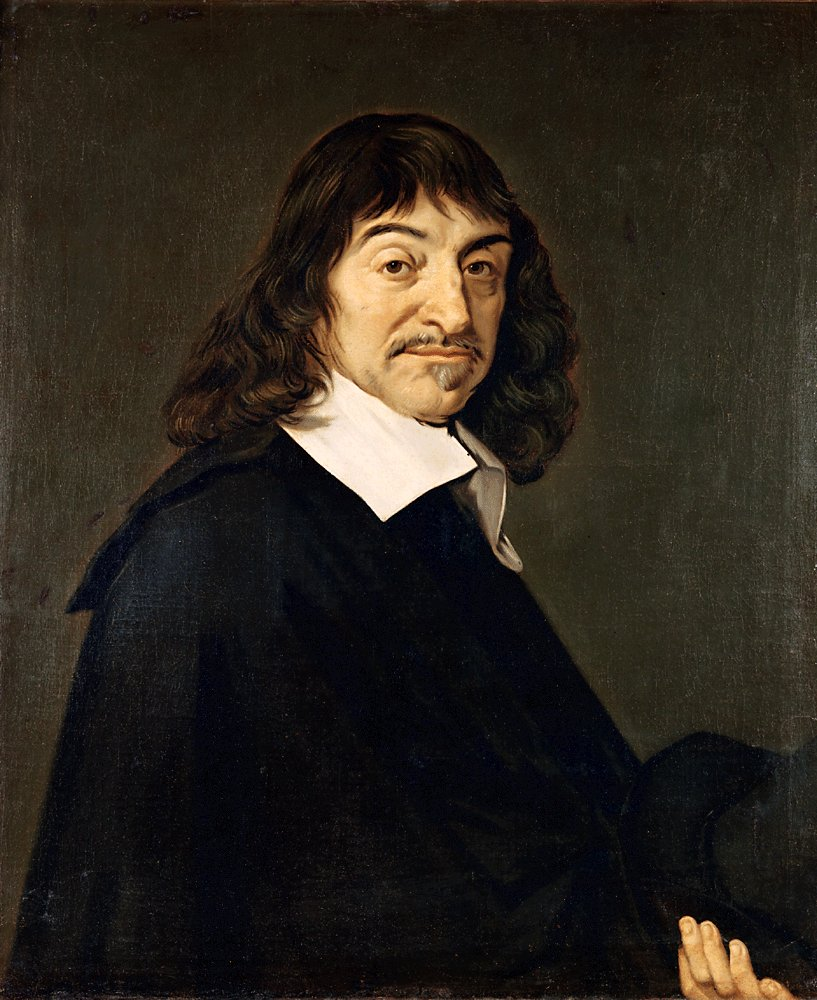
Р. Декарт

Некоторые авторы относят Декарта к спиритуалистам, с той оговоркой, что он был спиритуалистом в психологии, тогда как его метафизика имела дуалистический характер. Исходным пунктом философии Декарта было методическое сомнение, требовавшее сомневаться во всём, что не обладает самоочевидной достоверностью. Следуя этому методу, Декарт пришёл к заключению, что первой достоверной истиной является существование мыслящего «я». В своих трудах он писал, что мы можем сомневаться в существовании нашего тела и телесного мира, так как эти вещи могут оказаться сном или галлюцинацией; но мы не можем сомневаться в существовании нашего духа, ибо в тот момент, когда мы сомневаемся во всех вещах, мы мыслим, а если мы мыслим, то мы существуем: «Cogito ergo sum». Какова же природа нашего «я»? По мнению Декарта, оно не есть наше тело, ибо мы можем представить его отдельно от всякого тела; а всё, что можно представить отдельно, может и существовать отдельно. Однако мы не можем представить его без того, чтобы оно мыслило, а значит, его природа состоит в мышлении. Итак, наше «я» есть мыслящая субстанция, не нуждающаяся для своего существования ни в каком теле и потому нематериальная. Но нематериальная, мыслящая субстанция тождественна тому, что мы называем душой или духом, а следовательно, она есть дух. К этому учению о мыслящей субстанции Декарт прибавил затем учение о материальной субстанции, сущность которой состоит в протяжении в длину, глубину и ширину. В результате учение Декарта приобрело характер метафизического дуализма, в котором мыслящая и протяжённая субстанция существуют независимо друг от друга и соединяются только Богом. Этот картезианский дуализм и стал затем отправной точкой для спиритуалистических философских систем.
Роковой проблемой картезианства была проблема взаимодействия духа и материи. Было неясно, как могут воздействовать друг на друга эти две субстанции, которым даже нечем соприкоснуться. Попыткой решить эту проблему было учение окказионалистов, состоявшее в том, что между материей и духом в действительности нет причинного взаимодействия; есть лишь известная согласованность их состояний, единственной причиной которых является Бог. Крупнейший из окказионалистов, Н. Мальбранш, на этом основании утверждал, что и познание материальных вещей даётся нам не непосредственно, а через посредство идеальных прообразов, которые мы созерцаем в Боге. Однако подобное учение уже устраняло всякую необходимость в протяжённой субстанции, поэтому следующие за Мальбраншем мыслители решили её вовсе отбросить.

### Готфрид Лейбниц

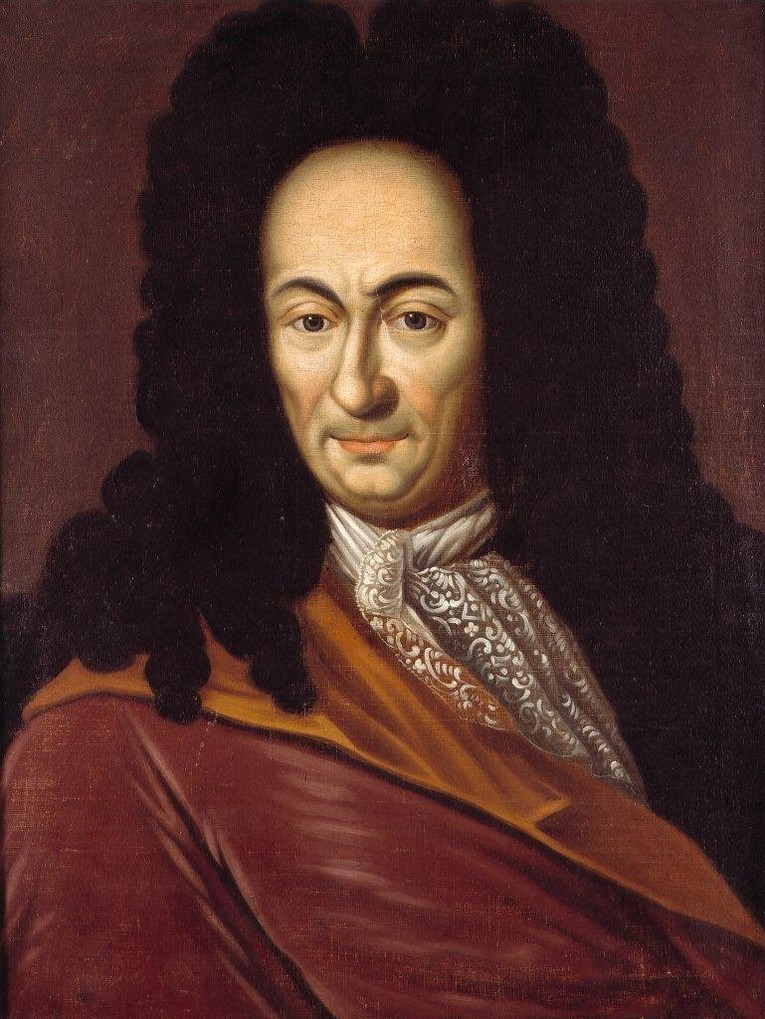
Г. В. Лейбниц

Создателем первой спиритуалистической системы философии был Г. В. Лейбниц. Лейбниц исходил из картезианского дуализма протяжённой и мыслящей субстанции; но, соглашаясь с Декартом в вопросе о сущности души, он разошёлся с ним в вопросе о сущности тела. Аргументы его вкратце были таковы. Лейбниц полагал, что протяжённость не может быть сущностью тела, ибо всякая протяжённость есть протяжённость чего-то. Протяжённость есть лишь свойство, состоящее в простирании некоего качества в разных направлениях; поэтому оно не может существовать отдельно от этого качества, подобно тому как число не может существовать отдельно от того, что счисляется. Подлинной сущностью тела Лейбниц считал непроницаемость — качество, в силу которого тело сопротивляется проникновению и не уступает своего места. Однако сопротивление есть сила, следовательно, в основе физического мира лежит некая сила. Далее, никакая вещь не может быть делима до бесконечности, так как бесконечная делимость противоречит здравому смыслу; а значит, первичные частицы вещества должны быть простыми, неделимыми и непротяжёнными. Отсюда следует, что в основе всех вещей лежат простые, непротяжённые, наделённые силой субстанции, которые Лейбниц вслед за Джордано Бруно назвал монадами. Но то, что просто, непротяжённо и наделено силой, — подобно нашему духу, а значит, монады надо мыслить по аналогии с человеческим духом. Таким образом, мир представляет собой совокупность духовных субстанций — монад, составляющих единый порядок во главе с верховной монадой — Богом — и создающих в качестве феномена видимое пространство.
По мнению исследователей, спиритуализм Лейбница был непоследовательным. Начав с мысли о том, что природа субстанций состоит в силе, он в дальнейшем пришёл к убеждению, что субстанции не могут воздействовать друг на друга. Вторя окказионалистам, он утверждал, что душа не может воздействовать на тело, а тело на душу, и ни одно тело не может воздействовать на другое. Это привело его к теории предустановленной гармонии, согласно которой все субстанции изначально созданы Богом так, что внутренние изменения одних соответствуют внутренним изменениям других, подобно двум часовым механизмам, которые всякий раз показывают одинаковое время. Теория эта находилась в противоречии с основной идеей лейбницевой системы и лишила её внутренней цельности. Философия Лейбница, систематизированная и упрощенная Х. Вольфом, господствовала в немецкой философии до конца XVIII века, пока не была вытеснена трансцендентальным идеализмом И. Канта.

### Джордж Беркли

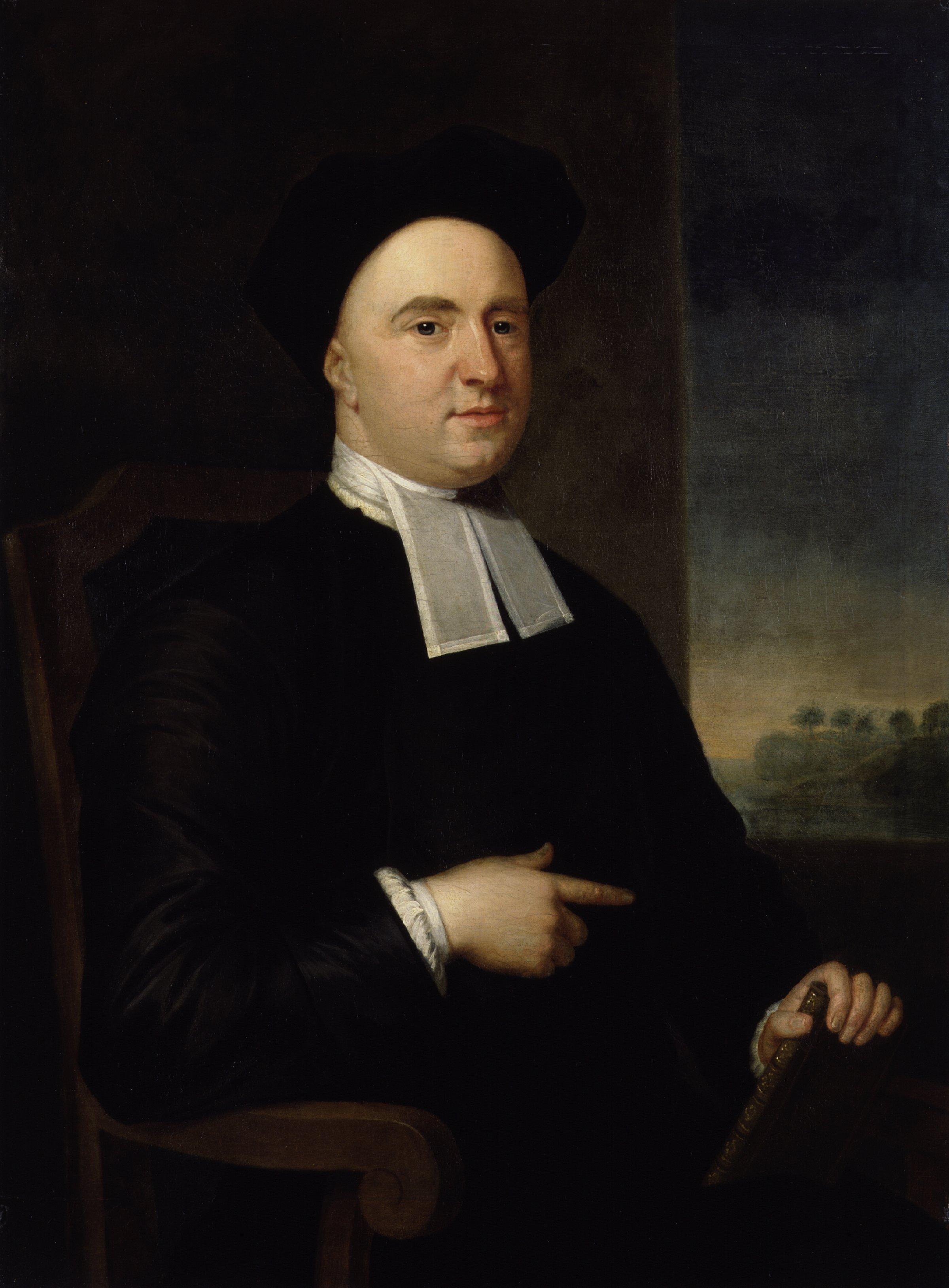
Дж. Беркли

Ирландский философ Джордж Беркли создал учение, отдалённо похожее на учение Лейбница. Однако в его учении спиритуализм соединяется с субъективным идеализмом. Взгляды Беркли не получили признания при его жизни, но оказали большое влияние на дальнейшее развитие философии. Беркли исходил из убеждения, что все наши восприятия существуют в нашем духе. Однако всё, что существует в нашем духе, суть наши идеи, а идеи не могут существовать вне духа. Исходя из этой предпосылки, Беркли подверг критике популярное в Англии учение Дж. Локка о первичных и вторичных качествах. Всеми признаётся, писал он, что вторичные качества — цвета, звуки, запахи — существуют только в нашем восприятии и не существуют во внешних вещах. Почему же считается, что первичные качества — протяжение, форма, движение — существуют вне духа в материальной субстанции? Ведь мы не в состоянии представить себе протяжения или движения, не наделив протяжённое и движущееся каким-либо из вторичных качеств; а так как вторичные качества существуют только в нашем духе, то и первичные должны существовать там же. Отсюда следует, что материальная субстанция, существующая вне нашего духа, есть лишь бесплодная фикция ума. Напротив, о существовании нашего духа, полагал Беркли, нам известно с достоверностью, ибо всякое восприятие предполагает наличие воспринимающего субъекта. Сущность духа состоит в способности воспринимать идеи и действовать, в ощущении и воле. В то же время мы знаем, что не все наши идеи находятся в нашей власти. Идеи, данные в ощущениях, являются нам принудительно, и мы не в силах их изменить. Следовательно, существует другой дух, более могущественный и мудрый, который вкладывает в нас наши идеи, и этот дух есть Бог. Таким образом, в мире не существует ничего, кроме Бога и сотворённых им духов, а все прочие вещи суть их восприятия.
Независимо от Беркли к аналогичным взглядам на природу материи и духа пришёл английский мыслитель А. Кольер. В отличие от Беркли, Кольер исходил не из эмпирической философии Локка, а из окказионалистской теории Н. Мальбранша, согласно которой материя не имеет прямого воздействия на дух; мы познаём материальный мир, только созерцая его идеальный прообраз в Боге. Размышляя над этим учением, Кольер пришёл к выводу, что в таком случае в материальном мире нет никакой необходимости; предположение его независимого существования есть напрасное умножение сущностей. Существовать для материальных вещей значит быть представляемыми Богом, а о внешнем мире можно говорить лишь в том смысле, что он является внешним для конечных духов, которым Бог уделяет только часть своих представлений.

### Мен де Биран

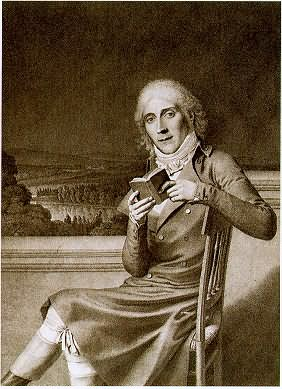
Мен де Биран

Учение французского мыслителя Мен де Бирана имело по преимуществу психологический характер. Мен де Биран был малоизвестным при жизни философом, примыкавшим к французской школе «идеологов», но разошедшимся с ней в толковании душевной жизни. Объектом его критики был сенсуализм Э. Кондильяка, утверждавший, что мы получаем все наши познания из чувственного опыта. Этому учению Мен де Биран противопоставил свою психологию самонаблюдения, основным понятием которой было понятие внутреннего опыта. По мнению Мен де Бирана, ещё до всяких чувственных ощущений мы получаем во внутреннем опыте непосредственное знание о нашем «я», которое открывается нам в явлениях воли. Отличительным свойством душевных явлений служит то, что в них всегда присутствует усилие, исходящее от нашего «я». В этом усилии наше «я» открывает себя как причину своих состояний. Однако всякое усилие предполагает сопротивление, поэтому одновременно с «я» мы находим во внутреннем опыте и противостоящее ему «не-я» в виде тела и телесного мира. В усилии состоит сущность нашего духа, в сопротивлении — сущность физического мира. В жизни нашего духа мы впервые находим категории бытия, субстанции, силы, причины, единства и тождества, которые затем переносим на «не-я». На этих основных фактах Мен де Биран построил свою философию, в которой противопоставил декартовскому тезису «Cogito ergo sum» тезис «Volo ergo sum» («Желаю, следовательно существую»). По своему методу Биран был эмпириком и старался не выходить за пределы фактов внутреннего опыта; однако в конце жизни он стал склоняться к религиозной метафизике. В частности, существование Бога он доказывал тем, что поскольку наше «я» не является причиной всего существующего, то необходимо принять за такую причину другое, универсальное «я». Хотя метафизика Мен де Бирана не получила подробной разработки, его учение оказало большое влияние на последующее развитие спиритуалистических идей. Во Франции его последователями были В. Кузен, Т. С. Жуффруа, Ф. Равессон, Э. Вашро, П. Жане, Ж. Лашелье и Э. Бутру; к этой же школе принадлежал и знаменитый философ Анри Бергсон. В Италии в начале XIX века подобные взгляды развивал П. Галуппи.

### Виктор Кузен

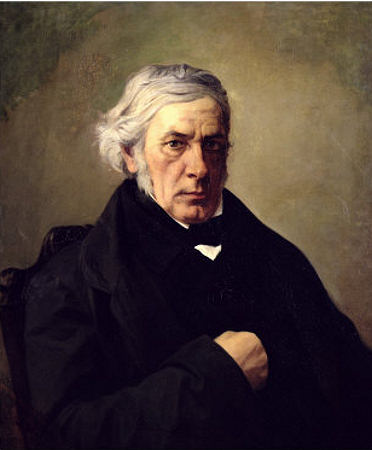
В. Кузен

Ближайшим последователем Мен де Бирана был Виктор Кузен, которому иногда приписывают авторство самого термина «спиритуализм»; в действительности он лишь первым применил его к собственной философии. Не будучи оригинальным мыслителем, Кузен был энергичным проповедником спиритуализма, который благодаря ему превратился во влиятельную философскую школу. В собственной философской доктрине, названной им эклектизмом, Кузен пытался соединить учение Бирана с идеями немецкой классической философии. Учение Кузена имело выраженный метафизический характер. Подобно Бирану, он полагал, что всякая философия должна исходить из анализа фактов сознания. Важнейшей из философских наук должна быть психология, потому что мы всё познаём через посредство своего «я». Рассматривая сознание, мы обнаруживаем в нём три рода фактов: волевые, интеллектуальные и сенситивные, которым соответствуют три человеческих способности: воля, разум и чувства. В явлениях воли, полагал Кузен, нам открывается наше собственное индивидуальное существование. «Отношение воли и личности, — утверждал философ, — не есть простое отношение сосуществования, оно есть подлинное отношение тождества». Анализ разума открывает нам всеобщие и необходимые категории, главными из которых являются категории субстанции и причинности. Эти категории не могут быть получены из чувственного опыта, так как в чувственном опыте нам даны только отдельные качества и их сочетания. Познание внешнего мира основано на том, что мы применяем категории разума к данным чувственного опыта. Так мы получаем представление о трёх родах субстанций: Боге, индивидуальных душах и нематериальных силах природы. Представление о силах природы возникает из того, что не все наблюдаемые нами явления зависят от нашей воли; следовательно, эти явления вызваны другой причиной, отличной от нас самих. Представление о Боге возникает из того, что цепь причин не может уходить в бесконечность; следовательно, есть последняя, высшая причина, лежащая в основе всех других. Наконец, субстанциональность души доказывается её простотой, самотождественностью и неделимостью.

### Герман Лотце

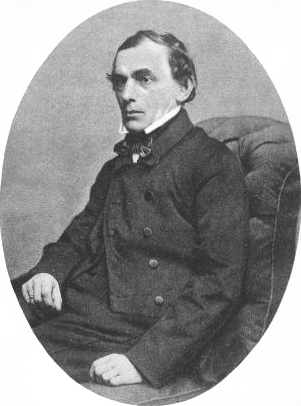
Р. Г. Лотце

В Германии в XIX веке наибольшее влияние приобрела агностическая философия Канта, настаивавшего на непознаваемости сущности вещей; однако уже вскоре после Канта появились мыслители, вернувшиеся от кантовского агностицизма к метафизическим идеям Лейбница. Одним из первых таких мыслителей был Ф. Бутервек, создавший доктрину виртуализма, согласно которой мы непосредственно познаём самих себя как действующих индивидуальностей; это даёт нам ключ к разгадке внешнего мира, который открывается нам как множество действующих сил. В последующие годы идеи лейбницевой метафизики развивали И. Ф. Гербарт, Ф. Э. Бенеке, И. Г. Фихте-младший и Х. Г. Вейсе; в Австрии горячим последователем Лейбница был чешский философ и математик Б. Больцано.
Важную роль в развитии спиритуалистических идей сыграл Р. Г. Лотце. Лотце был учеником Х. Г. Вейсе. Врач по образованию, он стремился соединить данные естественных наук с религиозно-идеалистическим мировоззрением. Главными объектами критики Лотце были материализм и объективный идеализм, ошибку которых он видел в гипостазировании абстрактных понятий. Так, рассматривая физический мир, мы не находим в нём никакой материи, а только отдельные качества, объединённые общим понятием материальности. Гипостазируя это понятие, мы получаем представление о материальной субстанции, будто бы лежащей в качестве метафизического начала в основе всех вещей. Такую же ошибку совершают сторонники объективного идеализма, приписывающие субстанциональное бытие абстрактным идеям. Подлинный образец субстанции, полагал Лотце, мы находим только в своём собственном «я». Испытывая всевозможные состояния, мы всегда испытываем их как состояния своего «я». Всякое существо, чувствуя боль, чувствует её как свою боль и тем самым отличает себя от всего остального мира. Чистых, безличных, никем не испытываемых состояний не существует в природе. Понятие субстанции возникает благодаря тому, что во внутреннем опыте мы переживаем своё «я» в качестве носителя своих состояний. Категории субстанции, единства, действия и состояния впервые находятся нами во внутреннем опыте и только затем переносятся на внешний мир. Однако, оторванные от своей основы, они теряют свой смысл, ибо в физическом мире нет ни подлинных субстанций, ни подлинного единства, ни подлинных действий и состояний. Истинное понятие о внешнем мире возможно, только если мы предположим, что он состоит из субстанций, подобных нашему духу. То, что совершенно лишено сознания, самости, деятельного отношения к себе и различения себя от всего другого, лишено и бытия, подобающего вещам. Таким образом, мир состоит из живых, находящихся на разных ступенях сознательности духовных субстанций, а внешняя природа есть лишь внешнее, механическое отображение царства духов.

### Густав Тейхмюллер

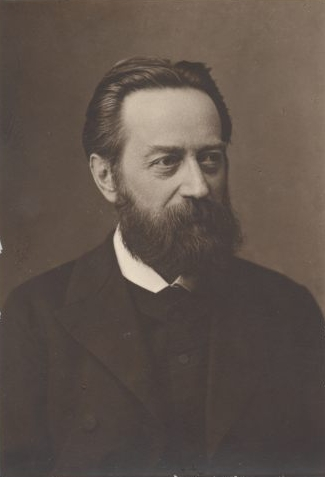
Г. Тейхмюллер

Учение Лотце оказало значительное влияние на философскую мысль Германии и других стран Европы. Однако наиболее оригинальное спиритуалистическое учение на немецкой почве создал его ученик Густав Тейхмюллер. Тейхмюллер был профессором философии в Юрьеве, входившем в состав Российской империи. Свою философскую доктрину он называл персонализмом. Учение Тейхмюллера исходило из анализа понятия бытия. По мнению Тейхмюллера, первоисточником всех наших знаний является непосредственное сознание; в нашем непосредственном сознании нам даны три рода бытия: идейное, действительное и субстанциональное. К идейному бытию относятся содержания нашего сознания, к действительному бытию — деятельности этого сознания, а субстанциональное бытие принадлежит нашему «я», объединяющему в себе свои деятельности и их содержания. Субстанциальное бытие является основой и объединяющим центром двух других. Бытие нашего «я» есть первейшая и достовернейшая истина; оно не нуждается в доказательствах, ибо дано нам в непосредственном сознании. Понятие о внешнем мире, считал Тейхмюллер, строится нами по аналогии с нашим «я»: мир состоит из множества духовных субстанций, имеющих свои деятельности и их содержания. Субстанции, достигшие уровня самосознания, становятся личностями, отчего и учение Тейхмюллера называется персонализмом. Ошибку других философских систем Тейхмюллер видел в том, что они отрицают бытие нашего «я» и ищут основу реальности в чём-то другом. Так, материализм видит подлинную реальность во внешних вещах, идеализм приписывает реальность идеям, а позитивизм ищет реальность в одних явлениях, отрицая как то, что в них является, так и того, кому они являются. Все эти учения упускают из вида ту единственную несомненную основу реальности, которая дана нам в нашем собственном «я». Учение Тейхмюллера осталось малоизвестным в Европе, но приобрело влияние в России: здесь продолжателями его идей были философы А. А. Козлов, Е. А. Бобров, С. А. Аскольдов и Н. О. Лосский, а также Я. Ф. Озе и В. С. Шилкарский.

### Лев Лопатин

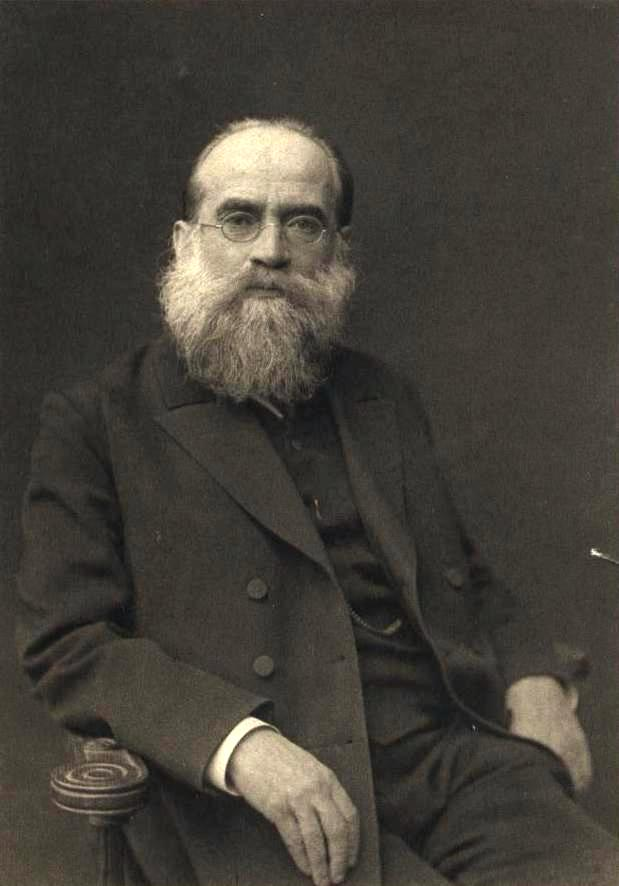
Л. М. Лопатин

В России наиболее оригинальную систему спиритуалистической философии создал профессор Московского университета, председатель Московского психологического общества Л. М. Лопатин. Лопатин был самостоятельным мыслителем, не принадлежавшим к школе Тейхмюллера и опиравшимся в основном на идеи мыслителей докантовской эпохи; одним из источников его философии было также учение Мен де Бирана. Ключевым понятием лопатинской философии было понятие творческой причинности. Лопатин считал неверным представление о причинности как о закономерной последовательности явлений. Такое представление, полагал он, возникло только в науке Нового времени и явилось результатом многовековых наблюдений. Между тем понятие о причинности возникает у нас на самых ранних этапах жизни, и уже самые первобытные народы задаются вопросом «почему». В основе общечеловеческого понятия о причинности, полагал философ, лежит представление о действующей силе. Образец этой действующей силы мы впервые находим в деятельности нашего собственного духа, а уже затем переносим его на внешние вещи. Наблюдая деятельность своего «я», мы непосредственно усматриваем в ней причинность, потому что сознание деятельности неотделимо от сознания, что наши действия причинены нами. Именно анализ внутреннего опыта, по мнению Лопатина, открывает нам путь к познанию внешнего мира. Все вещи внешнего мира даны нам лишь в ощущениях, но ощущения суть лишь субъективные состояния нашего духа; из одних ощущений нельзя получить знания об объективном мире. Однако во внутреннем опыте, в жизни самого нашего духа мы находим действительность в её настоящих свойствах; категории бытия, субстанции, силы, причинности суть её подлинные определения. А это значит, что и внешнюю действительность мы должны мыслить по образцу нашего духа. Перенося категории внутреннего опыта на внешнюю действительность, мы получаем представление о внешнем мире, Боге и других одушевлённых существах и находим выход из тупика солипсизма. Итак, вся действительность внутри себя духовна; она лишь закрыта от нас внешними формами чувственного восприятия, в которых является нашему духу.

## Теория

### Критика материализма
...если единственная реальность принадлежит безусловно и в себе внешнему и абсолютно бессознательному бытию, свойства которого сводятся к протяженности, непроницаемости, инерции, подвижности и другим чисто геометрическим и механическим определениям (а так смотрит и должен смотреть строгий материализм, к которому не примешиваются никакие гилозоистические или агностические предположения), тогда в природе очевидным образом никаких других явлений происходить не может, кроме движения в пространстве разных масс различной скорости и в разных направлениях. А это значит, что в ней присутствие внутренних, субъективных переживаний с точки зрения материализма не только непонятно, оно просто невозможно. Или материя вовсе не то, что о ней думают материалисты, или никакой психики в мире не должно совсем быть. Ничто психическое не есть движение физических элементов в физическом пространстве... Оно не может из себя представлять и превращения или продукта физических движений: движение вещества, по законам механики, может превратиться только или в другое его движение, или в другое положение его частей в пространстве; точно так же и породить оно может только другое движение, или другое положение тел. Но чтобы абсолютно внешнее и абсолютно бессознательное бытие, оставаясь самим собою, только через передвижение своих частей вдруг оказалось сознанием с бесконечным качественным разнообразием его субъективных переживаний, в этом заключается противоречие, которого нельзя помирить ни с какими логическими законами. В решении проблемы о сознании материализм одна из самых беспомощных систем.— Лопатин Л. М. Спиритуализм как монистическая система философии

## Виды спиритуализма
Существует несколько разновидностей спиритуализма. Прежде всего, следует различать спиритуализм как психологическое и как метафизическое учение. В области философской психологии спиритуалистом является всякий, кто признаёт существование души, как особой нематериальной субстанции. В области метафизики такой спиритуалист может придерживаться как спиритуалистических, так и дуалистических воззрений, рассматривая дух и материю как две независимые субстанции. Классическим примером такого дуализма является учение Декарта и картезианцев. Кроме того, сторонник психологического спиритуализма может воздерживаться от метафизических суждений, ограничивая свою теоретическую деятельность сферой психологии, либо полагая конечную сущность вещей непознаваемой. Таково, в частности, учение основоположника французского спиритуализма Мен де Бирана, придерживавшегося эмпирической теории познания и относившего все суждения о сущности вещей к области верований.
В свою очередь, спиритуализм как метафизическое учение также делится на несколько разновидностей. Русский историк философии Э. Л. Радлов выделял в качестве таких разновидностей относительный и абсолютный спиритуализм. Сущность относительного спиритуализма — в том, что он признаёт объективную реальность физического мира, тогда как абсолютный спиритуализм её отрицает. В качестве примера относительного спиритуализма можно привести учение Лейбница о монадах — непротяжённых духовных субстанциях, лежащих в основе физического мира. Это осторожный вид спиритуализма, приближающийся к метафизическому дуализму. В России представителем этого направления был Л. М. Лопатин. В своей статье «Спиритуализм как монистическая система философии» Лопатин писал: «Спиритуализм не упраздняет физической природы; он только полагает, что сама в себе она не то, что о ней обыкновенно думают». По мнению Лопатина, в физической реальности надо различать две стороны: бытие-для-себя и бытие-для-другого; и если для внешнего наблюдателя она предстаёт в своих качествах протяжённости, непроницаемости, движения, то внутри самой себя она обладает духовной природой.

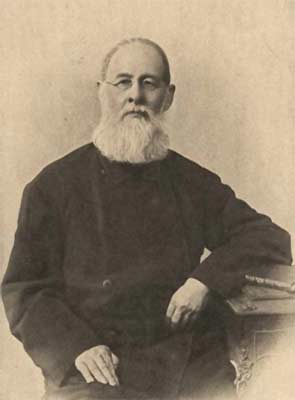
А. А. Козлов

Более радикальную форму спиритуализма представляет абсолютный спиритуализм, отрицающий объективную реальность физического мира. Русский философ С. А. Левицкий предложил называть это направление панпсихизмом, по наименованию учения А. А. Козлова. Крайнюю форму этого учения мы находим в субъективном идеализме Беркли, полагавшего, что существование вещей сводится к их воспринимаемости; по мнению Беркли, объективно существуют только Бог и сотворённые духи, а видимый мир вкладывается Богом непосредственно в наше сознание. Смягчённой формой этого учения является панпсихизм А. А. Козлова и Г. Тейхмюллера, полагавших, что видимый мир представляет собой иллюзию, порождённую воздействием внешних субстанций на наше сознание. В отличие от Беркли, панпсихизм Козлова признаёт существование какого-то внешнего мира, состоящего из духовных субстанций и не имеющего никакого сходства с нашими восприятиями. Воздействие этих субстанций на нашу душу вызывает в ней реакцию в виде ощущений, которые упорядочиваются ей в пространстве и времени и проецируются во внешний мир. Цель философского познания — понять иллюзорность этой проекции и таким образом прийти к познанию действительного, то есть духовного бытия.

## Критика спиритуализма
Обычное возражение против спиритуализма состоит в том, что он представляет собой такое же одностороннее учение, как и материализм. Как материализм пытается свести всю реальность к материи и её движениям, так и спиритуализм пытается свести её к духу и его деятельностям. Как материализм хочет упразднить дух, так спиритуализм хочет упразднить материю. Однако для такого упразднения нет достаточных оснований. Материальный мир, данный нам в ощущениях, не обнаруживает в себе никаких признаков духовности. Все явления физического мира хорошо объясняются движением материальных частиц и не требуют предположения о скрывающемся за ними духе. Поэтому спиритуалистическое учение можно рассматривать только как оригинальную гипотезу, основанную на аналогии и не имеющую в свою пользу никаких доказательств.
Спиритуалисты упрекают материалистов в том, что те не могут объяснить психических явлений. Но сами спиритуалисты, полагал С. А. Левицкий, оказываются в таком же положении, ибо из свойств духа невозможно объяснить физические явления. Даже если признать материальный мир за простую иллюзию, спиритуализм не в силах объяснить, как возникает в нашем уме эта иллюзия. Спиритуалисты полагают, пишет профессор О. Кюльпе, что действия сил природы становятся более понятными, если мы предположим, что они подобны действиям нашей воли. Однако силы природы должны пониматься так, как они есть, то есть как причины движений, ибо все явления природы могут быть сведены к движениям. Напротив, психические изменения, которые производит наша воля, не суть движения. Если же действия оказываются несравнимо различными, то и их причины должны быть признаны таковыми. Итак, у нас нет оснований приписывать силам природы духовную сущность.
Другое возражение против спиритуализма основано на отрицании самого существования человеческого духа. Образец такого отрицания можно найти в трудах немецких философов В. Вундта и Ф. Паульсена. Спиритуалисты полагают, будто нам хорошо известно из внутреннего опыта о существовании в нас духовной субстанции. Между тем в действительности внутренний опыт открывает нам только отдельные психические явления, но не открывает никакой субстанции, которой они могли бы принадлежать. Само понятие субстанции берётся нами из физического мира и незаконно переносится на мир сознания. Но мир сознания не похож на физический мир: он состоит не из субстанций, а из процессов, протекающих с огромной быстротой и не имеющих в своей основе ничего неизменного. Этот взгляд, сводящий человеческий дух к совокупности психических явлений, был впервые высказан шотландским скептиком Д. Юмом и приобрёл большую популярность в философии XIX века.

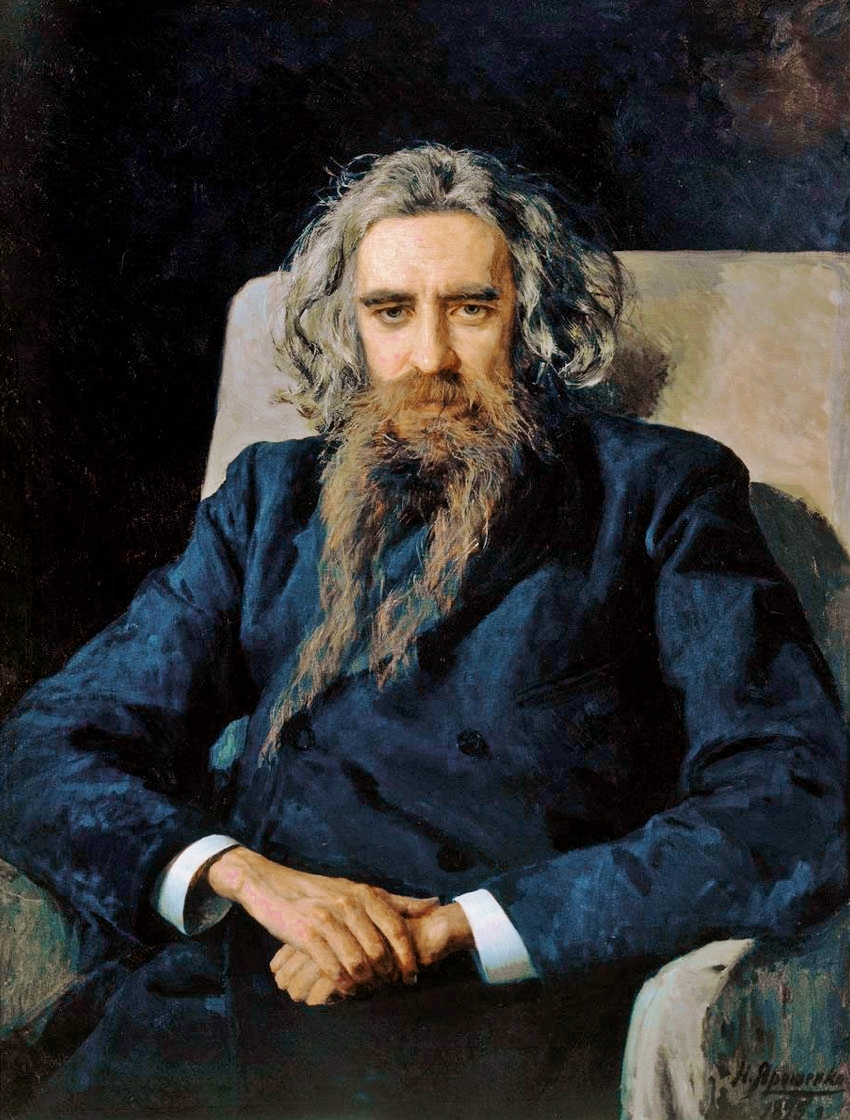
В. С. Соловьёв

Одним из защитников подобного взгляда был русский философ В. С. Соловьёв. В статье «Первое начало теоретической философии» он подверг критике декартовский тезис «Cogito ergo sum». По мнению Соловьёва, существование нашего «я», как особого существа, не относится к числу первоначальных фактов сознания. В непосредственном сознании нам даны только отдельные психические явления, но не дано никакой мыслящей субстанции. Наше «я», к которому мы относим все свои состояния, есть лишь безличная логическая функция, объединяющая множество психических явлений. Заключать от наличия этой функции к существованию мыслящей субстанции нет никаких оснований, да и само понятие субстанции взято Декартом из арсенала схоластической философии. В действительном, наличном сознании мы никогда не имеем дела с сущностями и субстанциями, и декартовский субъект мышления есть «самозванец без философского паспорта».
Мнение Соловьёва вызвало горячую полемику со стороны Л. М. Лопатина. Возражая Соловьёву, он писал, что Декарт никогда не рассматривал существование мыслящей субстанции в качестве непосредственного факта сознания, но обстоятельно доказывал этот тезис на многих страницах своих сочинений. Сам Лопатин утверждал, что психическая жизнь никогда не слагается из чистых, безличных состояний, но всегда испытывается некоторым сознающим и чувствующим субъектом. «Нельзя воспринимать и сознавать состояний души, не сознавая при этом самой души», — писал философ.